# Ceriana maculipennis
Ceriana maculipennis är en tvåvingeart som först beskrevs av Herve-bazin 1913.  Ceriana maculipennis ingår i släktet griffelblomflugor, och familjen blomflugor.
Artens utbredningsområde är Kongo. Inga underarter finns listade i Catalogue of Life.